# Mount Tod, Antarktis
Mount Tod är ett berg i Antarktis. Det ligger i Östantarktis. Australien gör anspråk på området. Toppen på Mount Tod är 70 meter över havet.
Terrängen runt Mount Tod är kuperad söderut, men norrut är den platt. Havet är nära Mount Tod åt nordväst. Trakten är obefolkad. Det finns inga samhällen i närheten.